# Hockey Club Chiasso
Hockey Club Chiasso (abbreviato HC Chiasso o HCC) è una società svizzera di hockey su ghiaccio con sede a Chiasso, nel Canton Ticino. Fondata nel 1965, milita attualmente nel campionato di Seconda Lega, il quinto livello della piramide dell'hockey svizzero. Il club è attivo anche nella promozione giovanile e organizza un torneo internazionale giovanile di rilievo.

## Storia
Il club è stato fondato l'8 luglio 1965, con l’obiettivo di sviluppare la pratica dell’hockey su ghiaccio nel Mendrisiotto. È affiliato alla Federazione Svizzera di Hockey su Ghiaccio (FSHG) e alla Federazione Ticinese di Hockey su Ghiaccio (FTHG). Nel 2015 ha celebrato i 50 anni di attività sportiva e i 30 anni del suo Torneo Internazionale.

## Struttura societaria
L’Hockey Club Chiasso è un’associazione sportiva senza scopo di lucro, apartitica e aconfessionale. Il comitato direttivo cura la gestione amministrativa e sportiva della società.

## Settore giovanile
Il settore giovanile conta circa 140 tesserati e partecipa a diversi campionati giovanili fino alla categoria U20. Il club gestisce anche una scuola hockey per i più piccoli (nati dal 2017 in poi). Collabora con società come HC Lugano e HC Ascona.
Dal 1986 il club organizza il Torneo Internazionale Giovanile, rivolto alle categorie U9, U11 e U13. L'evento, che si svolge ogni primavera a Chiasso, ospita centinaia di giovani atleti provenienti da tutta Europa. I principali trofei assegnati sono il Trofeo Chicco d’Oro e il Trofeo ECSA Group.

## Prima squadra
La prima squadra disputa il campionato di Seconda Lega. Nella stagione 2024–2025 ha evitato la retrocessione vincendo i playout contro l’HC Sciaffusa per 8–1. È allenata da Claudio Grisi.

## Impianti
Lo Stadio del ghiaccio di Chiasso è la sede del club. Inaugurato nel 1964, comprende:
- pista artificiale coperta;
- tribuna da 400 posti a sedere e 2.000 in piedi;
- bar-ristorante interno;
- sala pesi;
- spazi per attività estive (roller).

## Sponsor e collaborazioni
Tra i principali partner del club figura l’ECSA Group, sponsor storico. Il club collabora anche con la Fondazione Pat Schafhauser per la promozione dello sport giovanile.

## Giocatori noti
Alcuni giocatori formatisi nelle giovanili del Chiasso e poi attivi in Lega Nazionale A:
- Elias Bianchi
- Raffaele Sannitz
- Luca Fazzini